# Plou (Cher)
Plou település Franciaországban, Cher megyében. Lakosainak száma 533 fő (2022. január 1.). Plou Chârost, Civray, Lazenay, Limeux, Poisieux, Preuilly, Sainte-Thorette, Villeneuve-sur-Cher és Saint-Georges-sur-Arnon községekkel határos.

## Népesség
A település népessége az elmúlt években az alábbi módon változott:
| Lakosok száma | 421  | 410  | 436  | 455  | 525  | 528  | 529  | 539  | 545  | 533  |
|               | 1968 | 1982 | 1990 | 2006 | 2013 | 2015 | 2017 | 2019 | 2020 | 2022 |